# Herman Lukoff
Herman Lukoff (* 2. Mai 1923 in  Philadelphia; † 24. September 1979) war ein US-amerikanischer Computer-Pionier.
Lukoff studierte Elektrotechnik an der Moore School der University of Pennsylvania mit dem Bachelorabschluss 1943. Schon während des Studiums und nach seinem Abschluss arbeitete er am ENIAC-Projekt von J. Presper Eckert und John W. Mauchly, was durch den Wehrdienst bei der US Navy als Radiotechniker unterbrochen wurde. Ab 1946 war er wieder an der Moore School, wo er bei Eckert und Mauchly am EDVAC-Computer arbeitete (Steuerungselektronik für die akustischen Quecksilber-Verzögerungsleitungen, die als Speicher dienten). Er schloss sich auch der von Eckert und Mauchly gegründeten Computerfirma an, die 1950 von Remington Rand übernommen wurde. Hier war er wesentlich an der Entwicklung der Ein- und Ausgabegeräte für die UNIVAC I beteiligt (Steuerelektronik für die Magnetbandgeräte). 1955 war er beim Nachfolgeunternehmen Sperry Rand für die Entwicklung des UNIVAC-LARC (Livermore Automatic Research Computer) verantwortlich, der 1961 fertiggestellt wurde und einen Halbleiter-Prozessor hatte. 1960 wurde er Leiter der Entwicklungsabteilung von Sperry Rand. Er leitete die Entwicklung der UNIVAC III, der UNIVAC 1050, des Fastrand I Massenspeichers, des Uniservo III C Magnetbandsystems  und der Magnetkern-Speichertechnologie, was dazu führte, dass Sperry Rand zu einem der größten Hersteller auf diesem Sektor wurde.
1969 erhielt er den W. Wallace McDowell Award und 1981 den Computer Pioneer Award.
1979 starb er an Leukämie. Im selben Jahr erschien seine Autobiographie (From Dits to Bits: A personal history of the electronic computer, Robotics Press, Forest Grove, Oregon. ISBN 0-89661-002-0). Lukoff war seit 1948 verheiratet und hatte drei Söhne und eine Tochter. Sein Grab befindet sich im Shalom Memorial Park in Philadelphia.